# Ulzana
Ulzana (auch als Josanni oder Jolsanie bekannt, * 1821 in den USA; † 21. Dezember 1909 in Fort Sill, Oklahoma, USA) war der segundo seines Bruders Chihuahua (auch Kla-esh), des Anführers der nordöstlichen Lokalgruppe (engl. local band) der Chokonen (Chu-ku-nde – ‚Ridge of the Mountainside People‘), einer Gruppe (engl. Band) der Chiricahua Apache.

## Chokonen-Territorium
Das Territorium dieser Lokalgruppe, die ebenfalls Chokonen hieß, lag westlich des heutigen Safford, Arizona, entlang des Oberlaufs des Gila River, und nordöstlich entlang des San Francisco River bis in die Mogollon Mountains sowie ostwärts bis ins San Simon Valley im Südwesten New Mexicos.
Die zweite, südwestliche Lokalgruppe der Chokonen, die Chihuicahui, wurde einst von Cochise angeführt, jedoch zu dieser Zeit von dessen Sohn, Naiche. Die Chihuicahui lebten im Südosten Arizonas westlich des San Pedro River, ihre Westgrenze bildeten die heutigen Ortschaften Engin, Benson, Johnson und Willcox, nordwärts bis zum San Simon River sowie ostwärts bis ins südwestliche New Mexico, beherrschten die Huachuca Mountains, die südlichen Pinaleno, sowie die Winchester, Dos Cabezas, Chiricahua, Dragoon und Mule Mountains.
Neben den bereits genannten Chokonen und Chihuicahui gab es noch die Dzilmora, Animas sowie drei weitere Lokalgruppen, die in der Sonora-Wüste und der Sierra Madre südlich und östlich von Fronteras im Nordosten von Sonora lebten.
Für die heute allgemein als Chiricahua bezeichneten Apache waren jedoch nur die Chokonen- und Chihuicahui-Lokalgruppen „wirkliche Chiricahua“ – die restlichen Lokalgruppen, inklusive der ebenfalls zu den Chiricahua zählenden Bedonkohe, Chihenne und Nednhi, waren zwar untereinander verwandt und schlossen sich manchmal im Krieg zusammen, jedoch agierten sie meist unabhängig voneinander. Obwohl sie keine Stammesidentität entwickelt hatten wie etwa die Cheyenne und manchmal sogar gegeneinander kämpften, grenzten sie sich auf Grund ihrer kulturellen sowie sprachliche Ähnlichkeit untereinander gegen die benachbarten Westliche Apache und Mescalero Apache ab.

## Leben
Ulzana war einige Zeit in der Armee der USA als Scout tätig und erwarb dort Kenntnisse in der Kriegsführung der amerikanischen Armee, insbesondere in der Handhabung sowie im Einsatz der Apachen-Scouts.
Am 17. Mai 1885 schloss er sich anderen Kriegshäuptlingen der Chiricahua an und verließ unerlaubt seine Reservation. Mit zehn weiteren Apachen verübte er von Mexiko aus zahlreiche Anschläge auf weiße Siedler in Arizona. Nach einem Überfall auf das Fort Apache und die dort lebenden stammesverwandten, aber mit der Armee kooperierenden White Mountain Apachen (einer Gruppe der Westlichen Apachen), wobei zwölf friedliche Apachen getötet wurden, flüchteten Ulzana und seine jetzt 10 Krieger vor bis zu 1.000 US-Soldaten und deren Apachen- und Diné-Scouts quer durch Arizona und New Mexico. Auf ihrer Flucht legten sie in zehn Tagen rund 1.900 Kilometer zurück, entgingen zahlreichen Hinterhalten, töteten 38 Weiße und erbeuteten rund 250 Pferde und Maultiere.
Die gestohlenen Pferde und Maultiere wurden ohne Rücksicht bis zur völligen Erschöpfung der Tiere geritten, daraufhin getötet, das Fleisch diente den Apachen dann als Nahrung und das Blut (in Notlagen) als Wasserersatz. Während des Raubzuges wechselten sie mindestens zwanzig mal die Pferde, waren sogar zweimal unberitten und schafften es doch unbeschadet über die Grenze nach Mexiko, wo sie sich mit anderen Gruppen noch frei lebender Chokonen, Chihenne, Bedonkohe und Nednhi zusammenschlossen.
Der Raubzug, allgemein als Ulzana’s Raid bekannt, kann vielleicht am besten mit Nana’s Raid verglichen werden, der von Nana, einem Anführer der östlich von den Chokonen lebenden Chihenne-Apachen, geführt wurde. In diesen von einer kleinen Anzahl Krieger unternommenen Raubzügen zeichneten sich diese sowohl durch ihre Schnelligkeit, Bedürfnislosigkeit, Ausdauer sowie ihre Übersicht und Brutalität im Kampf, als auch in der von den Apachen meisterhaft angewandten Guerillataktik aus, der von ihnen traditionell ausgeübten Kriegsführung.
Ulzana hatte zwei Frauen, Nah-Zis-Eh und Nahn-Tsh-Klah, zwei Töchter sowie fünf Söhne, von denen nur zwei überlebten: Richard, der 1894 die Carlisle Indian Industrial School in Carlisle besuchte, und Samuel, der von seinem Verwandten, dem früheren Scout William Coony (auch Coonie, Kuni) und dessen Frau Tah-das-te (auch Dah-te-ste) aufgezogen wurde. Ulzana wurde auf dem Chief Chihuahua Apache Cemetery in Comanche County, Oklahoma, neben seinem Bruder Chihuahua, seinen Frauen und Kindern begraben.

## Werke über Ulzana
Das Leben Ulzanas, insbesondere sein Bestehen gegen die Übermacht der Weißen, war Stoff für mehrere Filme und ein Hörspiel.

### Filme
- 1972: Keine Gnade für Ulzana (USA)
- 1973: Apachen (DDR)
- 1974: Ulzana (DDR)

### Hörspiel
- 2005: Ulzanas Rache, von Daniel Lindemann (Deutschland)

### Bücher
- Karl H. Schlesier: Ulzanas Krieg. Die Weißen nannten ihn Josanie. Der letzte Krieg der Apachen. Traumfänger-Verlag, 2011. ISBN 9783941485068 (Mit vielen Dokumenten und zeremoniellen Lied-Texten)